# Erika Helmke
Erika Charlotte Helmke (* 15. April 1908 in Kiel; † 26. November 2002 in Ottawa, Kanada) war eine deutsche Schauspielerin.

## Leben
Die Cousine der Schauspielerin Gefion Helmke gab 1932 neben Jenny Jugo in Erich Engels Drama Fünf von der Jazzband ihr Spielfilmdebüt. Mit der Kombination Engel als Regisseur und Jugo als Hauptdarstellerin drehte sie in den Folgejahren noch zwei weitere Spielfilme: Die Nacht mit dem Kaiser (1936) und Gefährliches Spiel (1937). In den wenigen Jahren ihrer kurzen Filmkarriere arbeitete sie mit zahlreichen bekannten Filmschaffenden: Unter der Regie von Jacques Feyder spielte sie in Die klugen Frauen, unter der Regie von Géza von Bolváry in Ich will nicht wissen, wer du bist (mit Liane Haid in der Hauptrolle), unter der Regie von Heinz Hilpert in Ich will dich Liebe lehren und unter der Regie von Paul Verhoeven im Drama Salonwagen E 417. Neben Heinrich Georges sah man sie in Hans Hinrichs Das Meer ruft und neben Heinz Rühmann in Der Gasmann nach Heinrich Spoerl. Ihre letzte größere Filmrolle spielte sie 1944 in der Clara-Schumann-Biographie Träumerei mit Hilde Krahl und Mathias Wieman in den Hauptrollen. Sie stand 1944 in der Gottbegnadeten-Liste des Reichsministeriums für Volksaufklärung und Propaganda.
Nach dem Zweiten Weltkrieg trat sie lediglich noch einmal vor die Kamera – 1948 für den Kurzfilm Stadtmeier und Landmeier mit Erik Ode in der Hauptrolle. Daneben arbeitete Erika Helmke als Synchronsprecherin und lieh u. a. Elsa Lanchester in der deutschen Erstsynchronisation von Das Privatleben Heinrichs VIII. ihre Stimme.
Helmke heiratete 1931 den Plakatmaler Herbert Dassel (1903–2001) und verbrachte die letzten Jahrzehnte ihres Lebens in Kanada. Sie starb im November 2002.

## Filmografie
- 1932: Fünf von der Jazzband
- 1932: Die spanische Fliege
- 1932: Ich will nicht wissen, wer du bist
- 1933: Ich will dich Liebe lehren
- 1933: Das Meer ruft
- 1935: Die klugen Frauen
- 1936: Die Nacht mit dem Kaiser
- 1936: Paul und Pauline
- 1937: Gefährliches Spiel
- 1937: Ruhe ist die erste Bürgerpflicht
- 1938: Das Leben kann so schön sein
- 1939: Salonwagen E 417
- 1939: Roman eines Arztes
- 1939: Wenn Männer verreisen
- 1939: Befreite Hände
- 1941: Clarissa
- 1941: Der Gasmann
- 1941: Alles für Gloria
- 1942: Weiße Wäsche
- 1944: Träumerei
- 1948: Stadtmeier und Landmeier